# Asprova
Asprova（アスプローバ）は、アスプローバ株式会社が開発・販売する生産スケジューラ（生産計画立案ソフトウェア）である。製造業の生産現場において、多品種・多工程の生産計画を設備や人員の能力など様々な制約条件に基づき自動で最適化し、秒単位の高精度なスケジュールを高速に立案することができる。日本国内でトップシェアを持つ生産スケジューラであり、全世界で3,800サイト以上の導入実績がある。電気・電子、輸送機器、機械、金属、日用品、医療品、化学など幅広い製造業分野で利用されており、生産リードタイム短縮や在庫削減、納期遵守率向上などの効果により高い評価を得ている。

## 機能と特徴
Asprovaは生産工程のスケジューリングに必要な機能を豊富に備えており、製造現場の負荷状況や制約条件を考慮した現実的な生産計画を自動立案する。有限能力スケジューリングに対応しており、工場内のすべての設備・作業者に対し、各作業の開始・完了時刻や段取りを秒単位で割り付けてスケジュールを作成し、実行可能な詳細な作業指示書を出力できる。スケジューリングエンジンは高速で、大量（例えば数万～数十万件）のオーダや作業でも短時間で計画を算出する。ガントチャートや負荷グラフといったグラフィカルなユーザインターフェースにより計画結果を「見える化」し、現場担当者は進捗状況から先々の計画まで一目で把握できる。これにより、急な特急オーダーや計画変更にも迅速にリスケジューリングして納期回答することが可能となり、製造リードタイムの短縮やボトルネックの事前解消、在庫適正化を支援する。
また、Asprovaは他のシステムとの連携性にも優れ、ERPや生産管理システム、MES（製造実行システム）などと双方向にデータ連携することで、受注情報や実績データを反映した精度の高い計画立案や進捗管理が可能である。さらに製品オプションとして、高度な最適化アルゴリズムを用いた「Solverオプション」が提供されており、数百万通りのスケジューリング候補から評価指標（例：「納期遅延の最小化」「段取り時間の最小化」など）に基づいて最適解を探索する機能を追加できる。Solverオプションを利用することで、従来はパラメータ設定や手調整が必要だった細かな工程順序の調整も自動化され、計画立案の所要時間を一層短縮することが可能となる。

## 製品ラインナップとモジュール
Asprovaは用途に応じていくつかのモジュールやパッケージ製品に分かれている。中核となるスケジューラモジュールとして以下が提供されている。
- Asprova APS（Advanced Planning & Scheduling）：受注情報から工場内の生産計画および原材料の購買計画まで、一貫して有限能力で立案できる最上位モデル。生産リードタイム全体の短縮や在庫削減といった効果を狙った総合的な計画を作成する。
- Asprova MS（Manufacturing Scheduler）：工場内の詳細な生産スケジュール（短期日程計画）を有限能力で高速に立案するモデル。現場の生産計画立案に特化した基本パッケージである。
- Asprova MRP（Material Requirements Planning）：資材所要量計画（MRP）に特化したスケジューラモジュール。製造オーダに基づく部品・材料の所要量計算や引当てを行う。

この他に、Asprovaを補完するオプション製品や付属モジュールが用意されている。代表的なものに以下がある。
- Webビューワー（Asprova My Schedule）：Asprovaで立案した生産計画を現場で閲覧したり、実績入力や設備稼働状況の調整を行ったりするためのWebアプリケーション（オプション）。PCやタブレットのブラウザから利用可能で、現場との情報共有を促進する。
- 専用ビューワー（MES）：製造現場向けの閲覧専用モジュールで、工場の端末で当日の作業指示ガントチャートを表示したり、生産実績を入力報告したりする用途に用いる。リアルタイムに現場と計画をつなぐ。
- スケジュールエディタ（SED）：計画担当者ごとに自分の受け持つ工程計画を手動で微調整できる編集用モジュール。一部工程だけ計画を手直しする場合などに使用する。
- BOMエディタ（BOM）：製品の部品表や工順などマスタデータの構築・保守を行う専用モジュール。Excelに似た画面で製造BOMを管理でき、マスタ整備を支援する。
- データサーバ（DS）：ネットワーク上でAsprovaの計画データを集中管理し、複数ユーザが共有・同時アクセスできるようにするサーバ機能。大規模工場での共同スケジューリングや各部署からの参照環境を提供する。
- ネットワークライセンスサーバ（NLS）：ネットワーク上のどのPCからでもログインしてモジュールを起動できるようになる。同一企業内であれば、例えば、別の工場に出張中でも自分の工場のスケジュールを別の工場のパソコンから操作可能。

なお、Asprovaの高度最適化エンジンであるSolverオプションは前述の通り別売の追加機能であり、APSまたはMSライセンスのユーザが利用契約することでAsprova本体に組み込んで使用する。このSolverにより計画立案の精度と速度を飛躍的に向上させることができる。Asprovaの基本機能とSolverオプションをベースに、特定の業種・工程に必要な機能を厳選して搭載した「パッケージ製品」も提供されている。主な製品は以下のとおりである。
- Asprova Auto MPS：基準日程生産計画（MPS：Master Production Schedule）業務に特化したパッケージ。2～3ヶ月先を見据えた見込み生産計画に必要な機能のみを抽出し、在庫状況や作業人員・設備リソースを考慮した計画立案を実現する。独自開発の最適化エンジン「Solver」を標準搭載し、100万通り以上の計画案から最適解を自動的に算出する。2024年11月1日提供開始。[9]
- Asprova Auto Assembly：組立ラインの投入順序計画に特化した工程別パッケージ。多品種混合の生産ラインにおいて、部品・サブユニットの供給タイミング、各作業区の所要時間、ライン末端の置き場などを考慮し、最適な投入順序を短時間で導出するAI機能を搭載する。工程仕様をすべて反映したプランニングにより、ラインスピードの平準化とチョコ停（突発停止）の防止を図る。2025年3月25日提供開始。[10]
- Asprova Auto Mold：射出成形やプレス加工など、金型・治具を用いる成形加工工程に特化したパッケージ。金型交換回数の最小化と納期遵守の両立を実現する最適化AIを搭載し、成形機と金型組み合わせ、作業者リソースなどの制約条件を踏まえた計画を自動で立案する。段取り作業の効率化と遅延リスク低減により、生産性向上を支援する。2025年6月24日提供開始。[11]

## 導入事例
Asprovaは日本国内において導入実績No.1の生産スケジューラとなっている。多くの製造業でExcelなどによる手作業の計画立案からAsprovaへの置き換えが進んでおり、属人的だった計画業務の標準化や効率化に成果を上げていると報告されている。導入企業の業種は自動車・機械・電機・電子部品・素材・化学・食品・医薬品など多岐にわたる。例えば、自動車・輸送機器では日本特殊陶業やナブテスコ、電機・精密機器ではパナソニックやリコー、素材・化学業界では富士フィルムやデンカ、食品・消費財では日本食研やぺんてるなど、大企業から中堅企業まで幅広いユーザ企業で採用されている。導入各社の事例によれば、Asprova導入によって「生産計画立案に要する時間を○割削減」「製造リードタイムを短縮」「仕掛在庫や完成品在庫を大幅圧縮」「人員計画の見える化で残業削減」といった効果が得られたとされる。
Asprova公式サイトには国内外の多数の導入事例が公開されており、各社ごとの導入目的や効果、活用の工夫点などが紹介されている 。また、日本国外のユーザ事例としては、Kontiotuote Oy（フィンランドのログハウスメーカー）やHorst Scholz GmbH & Co.（ドイツの成形加工メーカー）など欧州企業、Fogel社（中南米・グアテマラの冷凍設備メーカー）や松下能源（無錫）有限公司（中国におけるパナソニック系企業）など、各国の製造業で導入されたケースも報告されている 。これら海外事例では、日本発の生産スケジューラによって現地の生産管理手法に変革をもたらした例も見られる。

## 対応言語
Asprovaは早くからグローバル展開を進めており、多言語・多国通貨環境に対応した機能を備えている。インターフェース表示は日本語のほか英語、スペイン語、ポルトガル語、韓国語、中国語（簡体字・繁体字）などに対応しており、メニュー言語を切り替えて使用することが可能である 。製品マニュアルやユーザサポートも主要言語で提供されている。海外販売網については、前述の現地子会社（中国、韓国、マレーシア、ドイツ、米国）のほか、世界20か国以上で販売パートナーを有し、日本企業の海外工場や現地ローカル企業への導入を支援する体制を整えている 。例えば、アジアでは中国・香港・台湾・インドネシア・タイ・シンガポール・ベトナム・インドなど、欧米では米国・カナダ・メキシコ・英国・スペイン・トルコなどにパートナー企業があり、現地語でのサポートやコンサルティングが提供されている 。